# 3-Oksym kamforchinonu
3-Oksym kamforchinonu – organiczny związek chemiczny, oksym kamforchinonu.

## Otrzymywanie
3-Oksym kamforchinonu można otrzymać wychodząc z dwóch różnych surowców: kamfory i kamforchinonu. Głównym sposobem otrzymywania 3-oksymu kamforchinonu z kamfory jest reakcja kamfory z silnymi zasadami, takimi jak: tert-butanolan potasu, amidek sodu, wodorek sodu, wodorek potasu, LDA (diizopropyliamidek litu). Reakcję tę można prowadzić w różnych rozpuszczalnikach (może być to THF, benzen, eter dietylowy lub fenol). Kamfora jest słabym C-H kwasem, dlatego silne zasady mogą przeprowadzić ją w formę zdeprotonowaną, jonową. Następnie reagując z azotynem organicznym (np. azotynem amylu) tworzy 3-oksym:

Mechanizm otrzymywania 3-oksymukamforchinonu z kamfory przy użyciu zasady

## Zastosowanie
3-Oksym kamforchinonu stosowany jest głównie jako półprodukt w syntezie różnego rodzaju pomocników chiralnych, np.: